# Ligne de Valmorea
La ligne de Valmorea ou ligne de Castellanza à Mendrisio était une ligne ferroviaire italienne appartenant à Ferrovie Nord Milano (FNM). C'est une ligne régionale située en région de Lombardie et canton du Tessin, elle reliait les villes de Castellanza et de Mendrisio.